# ENnie Awards
 (avril 2024).
Si vous disposez d'ouvrages ou d'articles de référence ou si vous connaissez des sites web de qualité traitant du thème abordé ici, merci de compléter l'article en donnant les références utiles à sa vérifiabilité et en les liant à la section « Notes et références ».
Pour les articles homonymes, voir Awards.
Les ENnie Awards, ou simplement ENnies, sont des prix récompensant les productions pour les jeux de rôle, et délivrés lors des GenCon. Le nom complet est Annual Gen Con EN World RPG Awards.
Le nom ENnie est une substantivation de l'abréviation EN, qui sont les initiales d'Eric Noah, créateur du site Internet Eric Noah's Unofficial D&D 3rd Edition News, qui évolua vers le site EN World.

## Historique
En 1999, Eric Noah crée un site Web, Eric Noah's Unofficial D&D 3rd Edition News, qui a pour but de rassembler les informations — officielles et rumeurs — concernant le projet de la troisième édition de Donjons & Dragons par Wizards of the Coast. Le jeu est publié en 2000. Le site a une grande audience, et rassemble des joueurs utilisant des « règles maison ». Un collectif de joueurs propose de développer un cadre de campagne et lance un forum de discussion, EN World, « le monde EN ».
En 2001, Eric Noah annonce la fermeture de son site pour des raisons personnelles. Un certain nombre de sites essaie de reprendre le flambeau, mais EN World est celui qu'regroupe déjà le plus grand nombre de membres de Eric Noah's Unofficial D&D 3rd Edition News. EN World publie donc des nouvelles sur les publications d20 de divers univers (Star Wars Saga Edition, d20 Modern, d20 Babylon Five), mais aussi GURPS, devenant une sorte de base de données avec des avis des utilisateurs ; il héberge aussi des forums de jeu par correspondance.
Le site EN World organise les premiers ENnie Awards en ligne 2001. En 2002, les ENnie Awards sont pour la première fois remis lors d'une cérémonie de la GenCon.
En 2007, les ENnies sont parrainés pour la première fois, le parrain étant Your Games Now. Puis, ils sont parrainés en 2008 par Avatar Art, et de 2010 à 2012 par Indie Press Revolution et DriveThruRPG.
En 2025, un débat a lieu sur la pertinence ou non d'autoriser l'Intelligence artificielle générative pour certaines catégories du prix.

## Catégories
En 2025, les catégories sont :
- Judges' Spotlight : Mise en avant du Jury
- Best Adventure - Long Form : Meilleure aventure - long format
- Best Adventure - Long Form : Meilleure aventure - long format
- Best Aid/Accessory – Digital : Meilleur.e aide / accessoire - Digital
- Best Aid/Accessory – Non – Digital : Meilleur.e aide / accessoire - non Digital
- Best Art, Cover : Meilleure illustration de couverture
- Best Art, Interior : Meilleures illustrations intérieures
- Best Cartography : Meilleure cartographie
- Best Community Content : Meilleur contenu communautaire
- Best Family Game / Product : Meilleur jeu / produit familial
- Best Free Game / Product : Meilleur jeu / produit gratuit
- Best Game : Meilleur jeu
- Best Layout and Design : Meilleur.e mise en page /design
- Best Monster/Adversary : Meilleurs monstres / adversaires
- Best Online Content : Meilleur contenu en ligne
- Best Production Values : Meilleure qualité de production
- Best RPG Related Product : Meilleur produit annexe aux jeux de rôles
- Best Rules : Meilleures règles
- Best Setting : Meilleur univers
- Best Streaming Content : Meilleur contenu audiovisuel
- Best Supplement : Meilleure extension
- Best Writing : Meilleure écriture
- Product of the Year : Produit de l'année

## Lauréats
- Lauréats du prix ENNIE 2024